# Polyorycta hemirhoda
Polyorycta hemirhoda är en fjärilsart som beskrevs av Walker 1865. Polyorycta hemirhoda ingår i släktet Polyorycta och familjen nattflyn. Inga underarter finns listade i Catalogue of Life.